# حسین‌آباد (آمل)
حسین‌آباد، روستایی است از توابع بخش مرکزی شهرستان آمل در استان مازندران ایران.

## جمعیت
این روستا در دهستان پایین‌خیابان لیتکوه قرار داشته و براساس آخرین سرشماری مرکز آمار ایران که در سال ۱۳۸۵ صورت گرفته، جمعیت آن ۸۶۰ نفر (۲۳۰ خانوار) بوده‌است.